# One Day in Europe
Pour plus de détails, voir Fiche technique et Distribution.
One Day in Europe est un film allemand réalisé par Hannes Stöhr, sorti en 2005.

## Synopsis
Quatre histoires mettant en scène des problèmes de communication dans quatre villes d'Europe : Moscou, Berlin, Istanbul et Saint-Jacques-de-Compostelle. Un match de ligue des champions de l'UEFA entre le Galatasaray SK et le Deportivo La Corogne qui se joue ce jour-là complique les diverses situations.

## Fiche technique
- Titre : One Day in Europe
- Réalisation : Hannes Stöhr
- Scénario : Hannes Stöhr
- Musique : Florian Appl
- Photographie : Florian Hoffmeister
- Montage : Anne Fabini
- Production : Sigrid Hoerner, Anne Leppin et Antón Reixa
- Société de production : Filmanova et Moneypenny Filmproduktion
- Pays :  Allemagne et  Espagne
- Genre : Comédie
- Durée : 95 minutes
- Dates de sortie : 
  -  Allemagne : 7 avril 2005

## Distribution

### Mosscou
- Megan Gay : Kate
- Lyudmila Tsvetkova : Elena
- Andrey Sokolov : Andrej
- Oleg Assadulin : l'officier asiatique
- Vita Saval : la femme officier
- Nikolai Svechnikov : l'officier de haut rang

### Berlin
- Boris Arquier : Claude
- Rachida Brakni : Rachida
- Kirsten Block : la femme officier
- Tom Jahn : l'officier

### Istanbul
- Florian Lukas : Rokko
- Erdal Yildiz : Celal
- Nuray Sahin : la femme officier
- Ahmet Mümtaz Taylan : l'officier de haut rang

### Saint-Jacques-de-Compostelle
- Miguel de Lira : le sergent Barreira
- Mónica García : l'agent Ana
- Goldi Martinez : Czabo Lucas

## Distinctions
Le film a été présenté en sélection officielle en compétition lors de Berlinale 2005.